# Frank Lentini

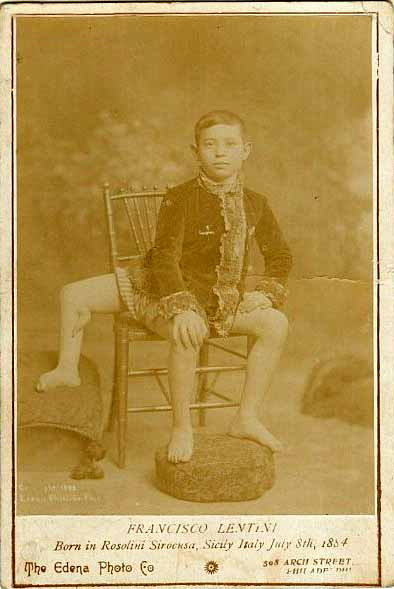
Frank Lentini

Frank Lentini (1889 – 22 tháng 9 năm 1966) được sinh ra ở Siracusa, Sicilia trong một gia đình lớn có mười hai người con. Ông được sinh ra có ba cái chân, có ba cái bình thường và một ngón chân nữa mọc ra từ đầu gối của cái chân thứ ba. Như vậy, ông có tất cả ba cẳng chân, 3 bàn chân, 16 ngón chân và 2 bộ phận sinh dục có chức năng hoàn chỉnh. Bố mẹ ông đã từ chối ông và ông đã được một bà cô nhận nuôi nhưng sau đó, ông đã bị gửi đến một trại tế bần chuyên cho các trẻ em khuyết tật.
Khi còn trẻ, Lentini thường dùng chân thứ ba của mình để đá bóng và ông được mọi người biết đến với cái tên cầu thủ đá bóng ba chân. Có điều thú vị hơn là cái chân thứ ba này của ông thì ngắn hơn hai cái chân kia một vài inch, còn hai cái chân chính cũng không bằng nhau. Ông thường phàn nàn rằng, thậm chí ông có tới 3 chân mà vẫn chẳng thể có được một đôi chân theo đúng nghĩa.
Lúc lên 9 tuổi, ông chuyển tới Mỹ và tham dự một show diễn thương mại có tên là Lentini vĩ đại. Ông đã trở thành công dân Mỹ vào năm 30 tuổi và đã cưới Theresa Murray. Họ có 4 đứa con.
Frank Lentini mất ở Florida vào năm 1966.